# John Conybeare
John Conybeare (31 janvier 1692 - 13 juillet 1755) est évêque de Bristol et l'un des théologiens les plus notables du XVIIIe siècle.

## Biographie
Conybeare est né à Pinhoe, où son père est vicaire, et fait ses études à Exeter Free School, Blundell's School et Exeter College, Oxford. Il est élu membre probatoire du Collège d'Exeter en 1710, obtient son baccalauréat en 1713 et est nommé un an plus tard préélecteur en philosophie .
Le 27 mai 1716, Conybeare est ordonné prêtre par l'évêque de Winchester, Sir Jonathan Trelawney et devient curé dans le Surrey . Il retourne à Oxford un an plus tard et devient un prédicateur bien connu. Il est Recteur de l'église St Clement, Oxford en 1724, surveillant principal, Exeter College, Oxford en 1725, recteur de l'Exeter College, Oxford, 1730, Doyen de Christ Church, Oxford, 1733 et Évêque de Bristol en 1750 .
Conybeare est connu pour la publication de son livre Calumny Refuted, une réponse à la calomnie personnelle du Dr Richard Newton.
Conybeare est le père de William Conybeare, recteur de Bishopsgate, et le grand-père du traducteur John Josias Conybeare (en) et du géologue William Conybeare. Il est enterré dans la cathédrale de Bristol.